# Valeer Deschacht
Valeer Deschacht (Veurne, 13 februari 1925 – Kortrijk, 16 juni 2021) was een Belgisch rooms-katholiek priester en bestuurder van maatschappelijke instellingen.

## Levensloop
Valeer Deschacht was de zoon van een slager in Veurne. Na zijn middelbare studies aan het bisschoppelijk college van Veurne, trad hij in het seminarie in Brugge en werd priester gewijd op 23 juli 1950. Hij studeerde verder in Rome, waar hij als medestudenten onder meer Karol Józef Wojtyła en Gustaaf Joos had. Hij behaalde er het licentiaat in de theologie.
Bij zijn terugkeer in België werd hij ingeschakeld in de sociale christelijke organisaties van middenstand en werkgevers in Kortrijk en weldra in heel West-Vlaanderen.

## Sociale organisaties
- Deschacht werd proost van het VKW, Verbond voor Katholieke Werkgevers, eerst voor de regio Kortrijk en weldra voor heel West-Vlaanderen. In het kader van de jongerenwerking, de Quadragesimo Annokring, richtte hij vanaf 1956, samen met Albert Lavens, vervolmakingscursussen in.
- Hij werd proost van het Algemeen Belgisch Vlasverbond, dat omstreeks 1955 een lessencyclus organiseerde, waar hij mee de leiding van had. Onder zijn impuls werd de opleiding van de vlassers op punt gezet. Hij speelde een vooraanstaande rol in de begeleiding van het reconversieproces, toen de crisis in de vlasnijverheid uitbrak.
- Hij werd ook proost van het Nationaal Christelijk Middenstandsverbond (NCMV) in West-Vlaanderen. In de schoot van het gewest Kortrijk, werd door Albert De Clerck en Joris Degadt een Centrum voor Opleiding in Handel en Ambacht (COHA) opgericht, waarvan Deschacht directeur werd. De eerste promotie bestond uit drie drukkers, twee kleermakers en een schilder.
- In 1958 nam Deschacht, samen met acht bedrijfsleiders, deel aan een studiereis in de Verenigde Staten, georganiseerd door de Stichting Industrie-Universiteit. Hij deed er de overtuiging op dat beslissende stappen moesten worden gezet voor het organiseren van de beroepsopleiding en vooral voor de bijscholing en de beroepsvervolmaking van zelfstandigen. Hieruit ontstond het idee een vormingsinstituut voor kleine en middelgrote ondernemingen op te richten, met afdelingen in de verschillende gewesten van West-Vlaanderen. Naast het goed uitgebouwde technisch onderwijs, moest een onderwijs tot stand komen voor de opleiding van ambachtslui, handelaars en ondernemers van kleine bedrijven en moest hen mogelijkheden van voortgezet onderwijs worden aangeboden. Als voorzitter van de nieuwe vereniging werd Roger Windels aangesteld, terwijl Deschacht de taak van afgevaardigd bestuurder op zich nam. Het instituut zorgde voor de bundeling van bestaande, verspreide initiatieven en vond steun bij het Verbond voor ambachten en neringen, de Brood- en Banketbakkers, de Slagers-Spekslagers, de garagehouders, de schilders, de bouwberoepen, de voedingshandel, de kappers enz. Het ging hierbij niet alleen om de vorming in een aantal beroepen, in samenwerking met de vorming via leerschoolcontracten, maar ook in aanzienlijke mate om het aanbieden van permanente vorming aan afgestudeerden. Het initiatief werd speciaal ondersteund door de provincie West-Vlaanderen, het bisdom Brugge, het NCMV in West-Vlaanderen en de Bank van Roeselare. De eerste cursussen werden in 1960 gegeven. Campussen werden gebouwd in Brugge, Kortrijk, Oostende, Roeselare, Veurne en Ieper. In 2002 werden alle gelijkaardige opleidingen in Vlaanderen gegroepeerd en gereorganiseerd. De nieuwe naam Syntra werd aan de overkoepelende organisatie gegeven. Voor West-Vlaanderen nam het Vormingsinstituut de naam Syntra West aan.
- In 1970 werd in het Vormingsinstituut het 'Centrum voor Kwaliteitszorg West-Vlaanderen' opgericht. Het 'manifest' voor dit nieuwe initiatief werd opgesteld door Deschacht en Windels.

## Pastorale activiteit
Pas op rijpere leeftijd, toen hij stilaan de fakkel doorgaf in de verschillende activiteiten die hij decennialang had gevoerd, werd Deschacht ook in de parochiale activiteiten ingeschakeld.
In 1991 werd hij deken van Kortrijk en bleef dit tot in 2000.

## Publicaties
- Geschiedenis van het Vormingsinstituut, Roeselare, z.d.
- Mijn kennismaking en ontmoetingen met Karel Wojtila, paus Johannes-Paulus II, in: Archikrant, 2002, blz. 112.

Deschacht verwierf ook bekendheid door zijn jaarlijkse publicatie, sinds 1960 rond Nieuwjaar uitgegeven, waarin hij, rond wisselende thema's, teksten verzamelde die hij tijdens zijn lectuur had opgetekend en stof tot meditatie en nadenken opleverden. De boekjes werden vele jaren gepubliceerd door Hernieuwen Uitgaven en vanaf .... door Uitgeverij Muurkranten.
- Ondernemen = samen werken (?)
- God schiep ook de zevende dag (?)
- Elk uur afwegen als goud (?)
- Nu een nieuwe tijd in de bocht verschijnt (?)
- Niet moeten, maar mogen werken (?)
- Gebeden voor mensen met drukke bezigheden (1966)
- Om van te leven (1968)
- Gebeden voor mensen met drukke bezigheden, deel 2 (1969)
- Om zo te leven (1972)
- Zonlicht zoeken (1973)
- Bidden, zo nu en dan (1975)
- Broze schelpen van geluk (1975)
- Bronnen (1976)
- Om verder te gaan (1977)
- Wijsheid voor elke dag (1978)
- Leven naar de Geest (1979)
- Toch is het leven goed (1980)
- Gun alles zijn tijd (1981)
- Varianten op een oude droom:de mens op zoek naar geluk (1982)
- Acht bronnen van geluk: de Bergrede voor mensen van vandaag (1983)
- Op zoek naar vrede (1984)
- Leven voor tijd en eeuwigheid (1985)
- Minder stress, meer tijd (1985)
- Kant-tekeningen (1986)
- Zomerse garven, voor de winter bewaard (1987)
- Ergens bloeit er toch een roos (1988)
- Luisteren naar bomen (1989)
- Ontmoetingen, weefsel van ons leven (1990)
- Bloemen spreken een eigen taal (1991)
- Voor een volle ruiker (1992)
- Luisteren naar vogels (1993)
- God schiep ook de vakantie (1994)
- Op stap naar een zin-rijker bestaan (1994)
- Luisteren naar mensen (1995)
- Optimaal leven, dag na dag (1996)
- De liefde vergaat nimmer (1997)
- Tussen herinnering en verlangen (1998)
- Nu een nieuwe tijd in de bocht verschijnt [2000]
- De kracht van iedere dag [2001]
- Levenslang leren leven [2002]
- Het wonder van een nieuw begin [2003]
- Elk uur onmetelijk rijk [2005]
- Woorden die niet overgaan (2006)
- De grondtoon van onze levensmedodie (?)
- Het leven ten volle leven (?)
- Liefde die niet overgaat (?)
- Hersttij, een enig mooi seizoen, 2010